# Міхаловиці (Лодзинське воєводство)
Міхаловиці (пол. Michałowice) — село в Польщі, у гміні Ковеси Скерневицького повіту Лодзинського воєводства.
Населення — 77 осіб (2011).
У 1975-1998 роках село належало до Скерневицького воєводства.

## Демографія
Демографічна структура станом на 31 березня 2011 року:
|          | Загалом | Допрацездатний вік | Працездатний вік | Постпрацездатний вік |
| -------- | ------- | ------------------ | ---------------- | -------------------- |
| Чоловіки | 43      | 11                 | 27               | 5                    |
| Жінки    | 34      | 4                  | 23               | 7                    |
| Разом    | 77      | 15                 | 50               | 12                   |